# San Martín Cuautlalpan
San Martín Cuautlalpan är en stad i Mexiko, tillhörande kommunen Chalco i delstaten Mexiko. Staden ligger i den centrala delen av landet och tillhör Mexico Citys storstadsområde. San Martín Cuautlalpan hade 23 501 invånare vid folkräkningen 2010, och var kommunens näst största stad.